# Ragow-Merz
Pour les articles homonymes, voir Merz et Ragow.
Ragow-Merz est une commune de l’arrondissement d'Oder-Spree, au Brandebourg, en Allemagne.